# Гуд, Ирвинг Джон
Ирвинг Джон Гуд (англ. Irving John Good; I. J. Good; Jack Good; 9 декабря 1916 — 5 апреля 2009) — британский математик, работавший как криптограф в Блетчли-парк вместе с Аланом Тьюрингом. После окончания Второй мировой войны Гуд продолжил работать с Тьюрингом над дизайном компьютеров и байесовой статистикой.
Его имя при рождении Исадор Джейкоб Гудак. Позднее он изменил своё имя на английский манер как Ирвинг Джон Гуд и подписывал свои работы I. J. Good.
Гуд консультировал Стэнли Кубрика на тему суперкомпьютеров во время съемок фильма «Космическая одиссея 2001 года».
Является основоположником создания быстрых алгоритмов реализации дискретных ортогональных преобразований. В статье: Good I.J. The interaction algorithm and practical Fourier analysis. — J. Royal Stat. Soc. (London). 1958. v. B-20. 361—372. им были предложены два принципиально различных алгоритма факторизации кронекеровой степени матрицы. Один из этих алгоритмов в дальнейшем лег в основу знаменитого быстрого алгоритма Кули и Тьюки реализации дискретного преобразования Фурье, известного как FFT-алгоритм.
Гуд — автор концепции интеллектуального взрыва, тесно связанной впоследствии с технологической сингулярностью.

## Биография
Родился как Джейкоб Гудак в польско-еврейской семье в Лондоне. Гуд изучал математику в Колледже Иисуса, Кембридж, который закончил в 1938 году. Получил премию Смита в 1940 году. После окончания докторской в 1941 году перешел в Блетчли-парк, до этого работая под руководством Харди Годфри и Безиковича. В Блетчли-парк Гуд работал вместе с Аланом Тьюрингом в течение двух лет.
После окончания войны работал вместе с Максом Ньюманом над шифрами «Фиш», что впоследствии легло в основу компьютера Colossus. В 1947 году Ньюман пригласил Гуда работать с ним и Тьюрингом в Манчестерском университете, где он в течение трёх лет преподавал математику и занимался исследованием компьютеров, в том числе Манчестерского Марка I.
В 1948 году был рекрутирован Центром правительственной связи (GCHQ), созданного на основе Блетчли-парк, где работал до 1959 года. С 1959 работал в Admiralty Research Laboratory, а через пять лет вернулся к академической жизни, когда получил позицию в Тринити-Колледже, Оксфорд.
В 1967 году Гуд переехал в США, где был назначен профессором в Политехническом университете Виргинии, где преподавал до 1994 года.
В 1972 году предложил космологическую модель «Космология чёрной дыры».
Гуд умер 5 апреля 2009 года в возрасте 92 лет в Радфорде, Виргиния.